# Włoszanowo
Włoszanowo – pałucka wieś w Polsce położona w województwie kujawsko-pomorskim, w powiecie żnińskim, w gminie Janowiec Wielkopolski.

## Części wsi
| SIMC    | Nazwa   | Rodzaj    |
| ------- | ------- | --------- |
| 1036425 | Majdany | część wsi |

## Transport
Przez wieś przebiega linia kolejowa nr 281 Oleśnica-Chojnice. Linia obecnie jest czynna tylko dla przewozów towarowych. W latach 90. XX wieku zlikwidowana została budka dróżnika. Budowę odcinka Gniezno-Nakło tejże linii zakończono w 1 listopada 1887.

## Demografia
W latach 1975–1998 miejscowość administracyjnie należała do województwa bydgoskiego. Według Narodowego Spisu Powszechnego (III 2011 r.) liczyła 256 mieszkańców. Jest ósmą co do wielkości miejscowością gminy Janowiec Wielkopolski.

## Historia
Włoszanowo, zwane niegdyś Włoszynowo, było gniazdem rodowym Włoszynowskich herbu Ogończyk, którzy pochodzili od starego rodu Janowskich z Janowego Młyna (Janowca). Na początku XVI w. zaczęli używać nazwiska od nazwy posiadanej wsi. Na przestrzeni wieków, na skutek rozdrobnienia i podziałów dóbr, wieś przeszła w inne ręce, a ostatni Włoszynowski pod koniec XVII w. był zaledwie dzierżawcą. W 1722 r. właścicielem dóbr Włoszanowo był Mikołaj Skoroszewski, a w 1765 r. – Adam Skoroszewski, który zastawił wieś na 3 lata Józefowi Łodzia Tumickiemu za sumę 18 tys. ówczesnych złotych. W 1775 r. Włoszanowo było w rękach Macieja Mielżyńskiego, starosty wałeckiego, który dał je w zastaw Józefowi Imbier Objezierskiemu, ten następnie scedował zastaw w 1784 r. na Macieja Dobrogojskiego, podczaszego bracławskiego. Dalej bracia Dobrogojscy, Stefan i Mikołaj, dali swoje udziały po ojcu bratu – Jakubowi. Następnie te i inne dobra nabył Mikołaj Skoroszewski, który w 1791 r. sprzedał je Leonowi Moszczeńskiemu za 290 tys. ówczesnych złotych. W 1812 r. jako dzierżawca wzmiankowany był tu Antoni Łuczyński. Moszczeńscy właścicielami byli prawdopodobnie do połowy XIX w., kiedy to właścicielką dóbr janowieckich została p. Loga.
Na przełomie XIX i XX w. wzniesiono tu obecny pałac, przebudowany i rozbudowany w późniejszych latach. W latach 20. XX w. właścicielem majątku zostało Towarzystwo Akcyjne „Siew” z Poznania. Pod ich zarządem majątek liczył w 1926 r. 350 ha i słynął z hodowli nasion zbóż, traw i roślin leczniczych. Jednym z pionierów hodowli był inż. Czesław Danielewicz. W latach 1939–1945 wieś znajdowała się pod zarządem niemieckim, a jej nazwę zmieniono na Blessin. Po wojnie majątek znacjonalizowano, a w budynku pałacu utworzono mieszkania.

## Zabytki
Według rejestru zabytków NID na listę zabytków wpisany jest spichrz na dawnym folwarku, obecnie budynek administracyjny, 1902 r., po 1980 r., nr rej.: 150/A z 15.06.1985.